# Corroios
Corroios est une freguesia de Seixal en région métropolitaine de Lisbonne au Portugal.

## Démographie
EN 2001, la population était de 46 475 habitants.